# Jordan Graham
Jordan Tyler Graham (Coventry, 5 marzo 1995) è un calciatore inglese, attaccante del Leyton Orient.

## Carriera

### Club
Il 7 dicembre 2013 ha esordito in Championship, disputando con la maglia dell'Ipswich Town l'incontro vinto per 2-1 contro l'Huddersfield Town.

### Nazionale
Ha giocato nelle nazionali giovanili inglesi Under-16 ed Under-17.

## Statistiche

### Presenze e reti nei club
Statistiche aggiornate al 9 ottobre 2022.
| Stagione             | Squadra              | Campionato           | Campionato | Campionato | Coppe nazionali | Coppe nazionali | Coppe nazionali | Coppe continentali | Coppe continentali | Coppe continentali | Altre coppe | Altre coppe | Altre coppe | Totale | Totale |
| Stagione             | Squadra              | Comp                 | Pres       | Reti       | Comp            | Pres            | Reti            | Comp               | Pres               | Reti               | Comp        | Pres        | Reti        | Pres   | Reti   |
| -------------------- | -------------------- | -------------------- | ---------- | ---------- | --------------- | --------------- | --------------- | ------------------ | ------------------ | ------------------ | ----------- | ----------- | ----------- | ------ | ------ |
| nov. 2013-gen. 2014  | Ipswich Town         | FLC                  | 2          | 0          | FACup+CdL       | -               | -               |                    | -                  | -                  |             | -           | -           | 2      | 0      |
| gen.-feb. 2014       | Bradford City        | FL1                  | 1          | 0          | FACup+CdL       | -               | -               |                    | -                  | -                  | FLT         | -           | -           | 1      | 0      |
| set.-ott. 2015       | Oxford Utd           | FL2                  | 5          | 0          | FACup+CdL       | -               | -               |                    | -                  | -                  | FLT         | 1           | 0           | 6      | 0      |
| ott. 2015-2016       | Wolverhampton        | FLC                  | 11         | 1          | FACup+CdL       | 1+0             | 0               |                    | -                  | -                  |             | -           | -           | 12     | 1      |
| 2016-2017            | Wolverhampton        | FLC                  | 2          | 0          | FACup+CdL       | 0               | 0               |                    | -                  | -                  |             | -           | -           | 2      | 0      |
| ago. 2017            | Wolverhampton        | FLC                  | 1          | 0          | FACup+CdL       | 0+2             | 0               |                    | -                  | -                  |             | -           | -           | 3      | 0      |
| Totale Wolverhampton | Totale Wolverhampton | Totale Wolverhampton | 14         | 1          |                 | 3               | 0               |                    | -                  | -                  |             | -           | -           | 17     | 1      |
| 2017-gen. 2018       | Fulham               | FLC                  | 3          | 0          | FACup+CdL       | 0               | 0               |                    | -                  | -                  |             | -           | -           | 3      | 0      |
| ago.-dic. 2018       | Ipswich Town         | FLC                  | 4          | 0          | FACup+CdL       | -               | -               |                    | -                  | -                  |             | -           | -           | 4      | 0      |
| gen.-mag. 2019       | Oxford Utd           | FL1                  | 16         | 1          | FACup+CdL       | 1+0             | 0               |                    | -                  | -                  | FLT         | 2           | 0           | 19     | 1      |
| gen.-mag. 2020       | Gillingham           | FL1                  | 7          | 0          | FACup+CdL       | -               | -               |                    | -                  | -                  | FLT         | -           | -           | 7      | 0      |
| 2020-2021            | Gillingham           | FL1                  | 39         | 12         | FACup+CdL       | 2+2             | 0+1             |                    | -                  | -                  | FLT         | 1           | 0           | 44     | 13     |
| Totale Gillingham    | Totale Gillingham    | Totale Gillingham    | 46         | 12         |                 | 4               | 1               |                    | -                  | -                  |             | 1           | 0           | 51     | 13     |
| 2021-2022            | Birmingham City      | FLC                  | 24         | 0          | FACup+CdL       | 0+2             | 0               |                    | -                  | -                  |             | -           | -           | 26     | 0      |
| 2022-2023            | Birmingham City      | FLC                  | 8          | 0          | FACup+CdL       | 0+1             | 0               |                    | -                  | -                  |             | -           | -           | 9      | 0      |
| Totale carriera      | Totale carriera      | Totale carriera      | 294        | 12         |                 | 21              | 3               |                    | 3                  | 0                  |             | -           | -           | 318    | 15     |

## Palmarès

### Club

#### Competizioni giovanili
- NextGen Series: 1

Aston Villa: 2012-2013